# César Vichard de Saint-Réal
César Vichard de Saint-Réal, född den 9 april 1643 i Chambéry, död den 13 september 1692, var en fransk abbé och historisk författare.
de Saint-Réal skrev historiska arbeten, som utgavs samlade (i 6 band) 1740. En senare upplaga (8 band, 1757) innehåller flera verk, som med orätt tillskrivits honom (andra upplagor 1745, 1783, 1804, 1819, 1826). de Saint-Réal strävade framför allt efter ett livfullt och konkret framställningssätt, som skulle "försköna historien", och offrade för detta syfte gärna den historiska sanningen; hans arbeten kan också närmast betecknas som historiska romaner. de Saint-Réal var på sin tid mycket uppburen; särskilt stor framgång hade hans Conjuration des espagnols contre la république de Venise 1618 (1674). 